# Buck Mountain (Wyoming)
Der Buck Mountain ist ein 3639 m hoher Berg in der Teton Range in den Rocky Mountains. Er ist der höchste Berg der Teton Range südlich des Garnet Canyons und ist von nahezu allen Aussichtspunkten im Tal von Jackson Hole gut zu sehen. Er befindet sich im Teton County im Bundesstaat Wyoming und der Gipfel befindet sich innerhalb des Grand-Teton-Nationalparks.

## Lage und Umgebung
Der Buck Mountain liegt im Hauptkamm der Teton Range etwa sechs Kilometer südlich des Grand Teton (4199 m), dem Hauptgipfel dieser Gebirgsgruppe. Südlich des Buck Mountain befindet sich der Death Canyon, ein tief eingeschnittenes, glazial geprägtes Tal, das sich vom Phelps Lake, einem See etwa fünf Kilometer südöstlich des Berges, nach Westen erstreckt. Flankiert wird der Buck Mountain vom Static Peak (3445 m) und Albright Peak (3216 m) im Süden sowie von Peak 10696 (3260 m) im Osten, was dem Berg von Jackson Hole aus gesehen ein wuchtiges Aussehen verleiht. Etwa einen Kilometer südöstlich des Berges befindet sich auf einer Höhe von 3143 m eingebettet zwischen Buck Mountain, Static Peak und Peak 10696 der Timberline Lake, ein kleiner See, der auch im Sommer meist nicht gänzlich auftaut.
Der Gipfel entsendet Grate nach Westen, Südosten und Osten. Im Westgrat ragt neben dem West Summit nahe dem Hauptgipfel zudem der durch eine deutlichere Scharte abgetrennte West Peak (etwa 3536 m) auf. Der Südostgrat verbindet den Buck Mountain mit dem Static Peak. Der Ostgrat verläuft oberhalb der steilen Nordwand. Diese ist durch weitere Couloirs und Grate gegliedert.
Durch die Westseite des Berges verläuft die Grenze des Grand-Teton-Nationalparks, östlich davon befindet sich die Jedediah Smith Wilderness, die Teil des Caribou-Targhee National Forest ist.

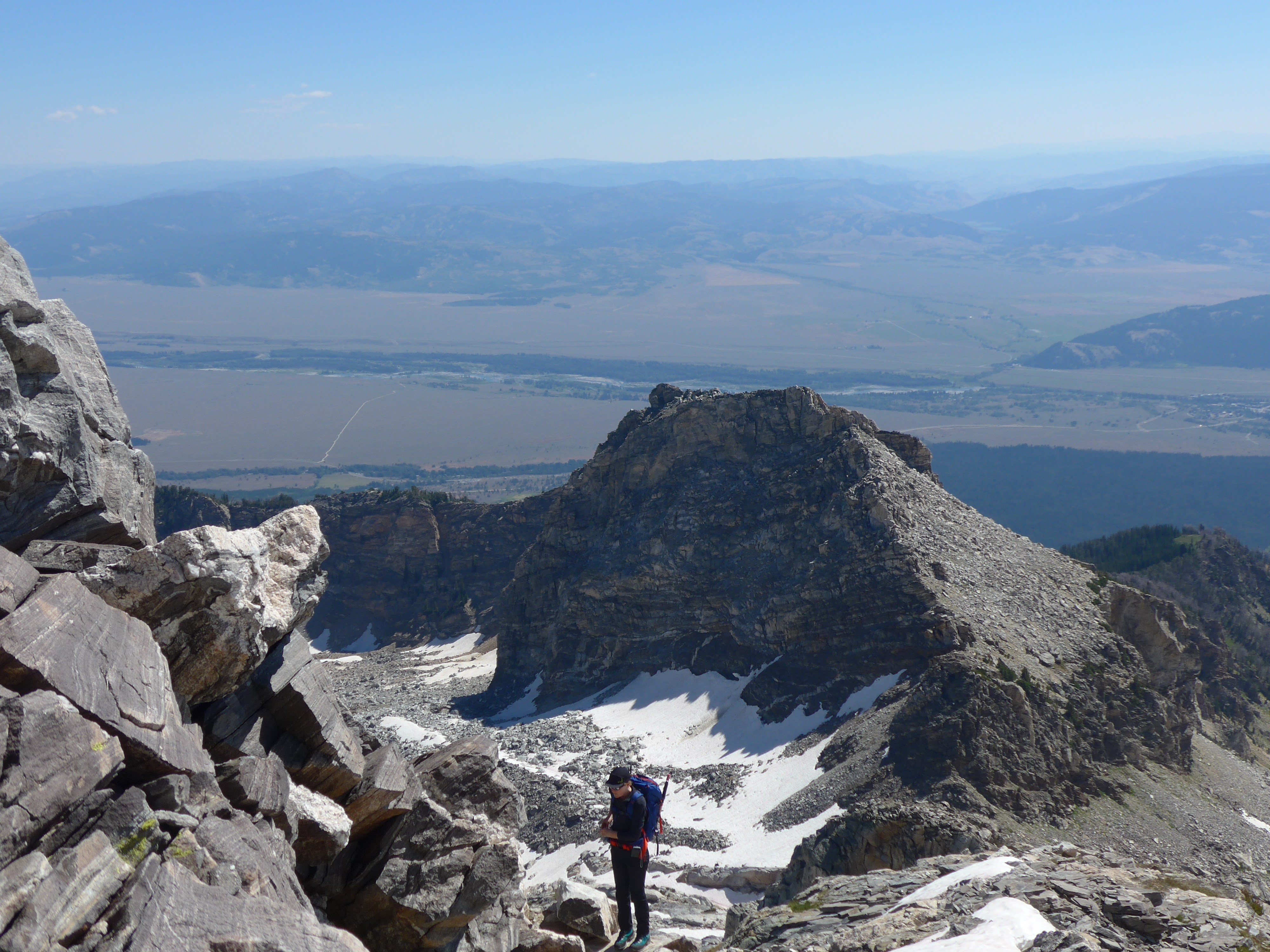
Am Ostgrat des Buck Mountain, im Hintergrund Peak 10696
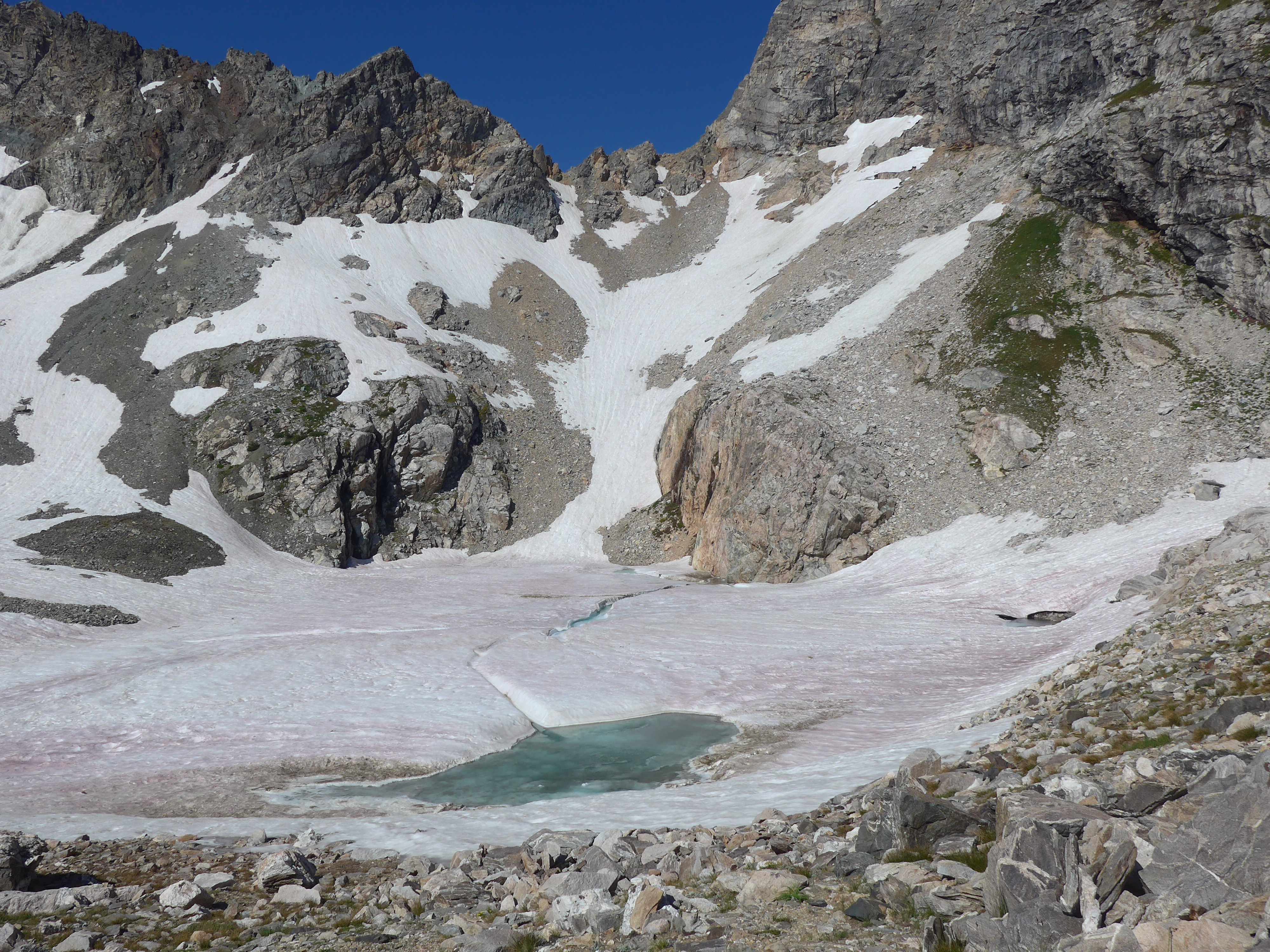
Timberline Lake von Nordosten im August 2017
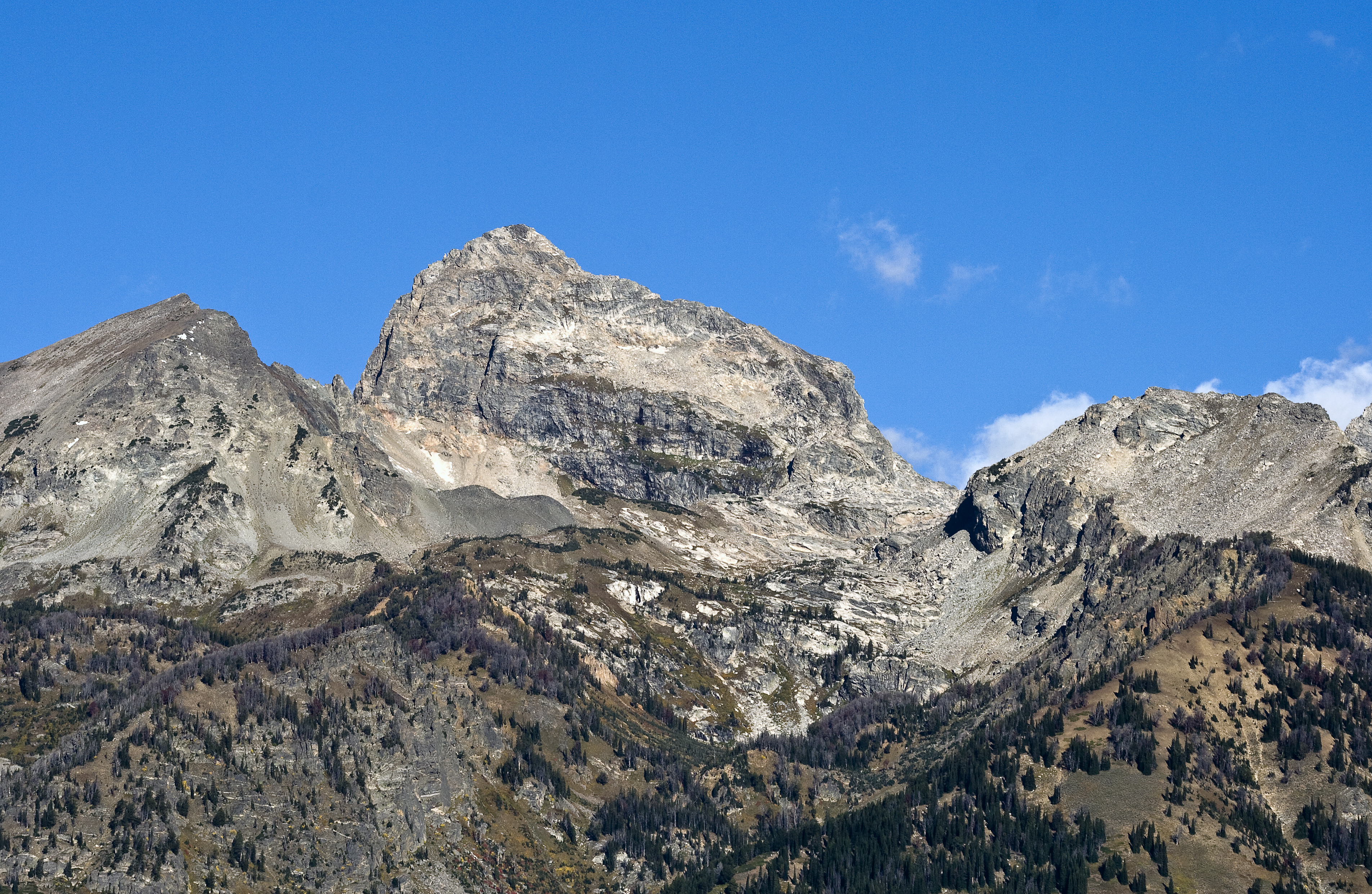
Buck Mountain von Südosten, links davon Static Peak, rechts Peak 10696
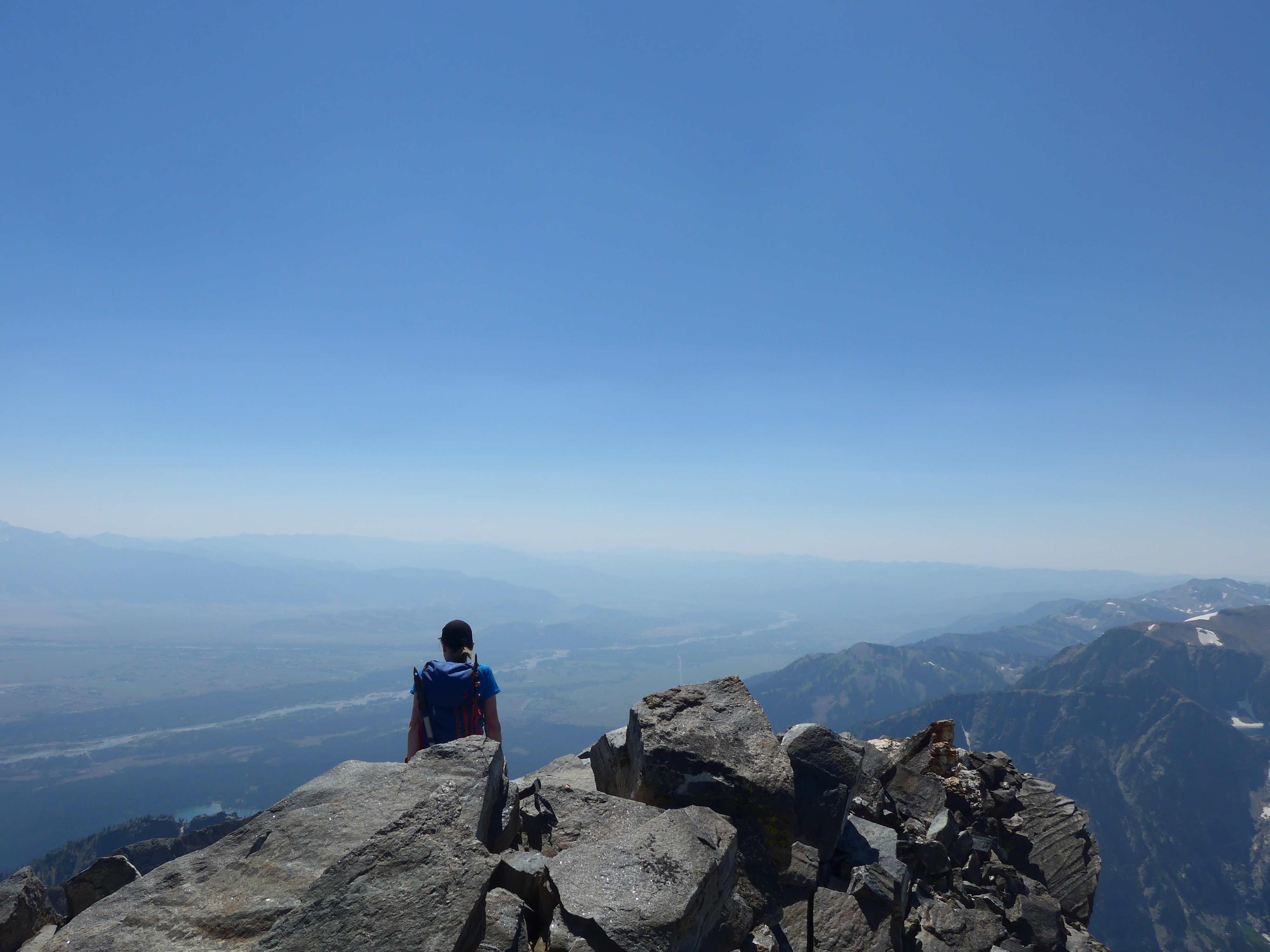
Blick vom Gipfel über Jackson Hole
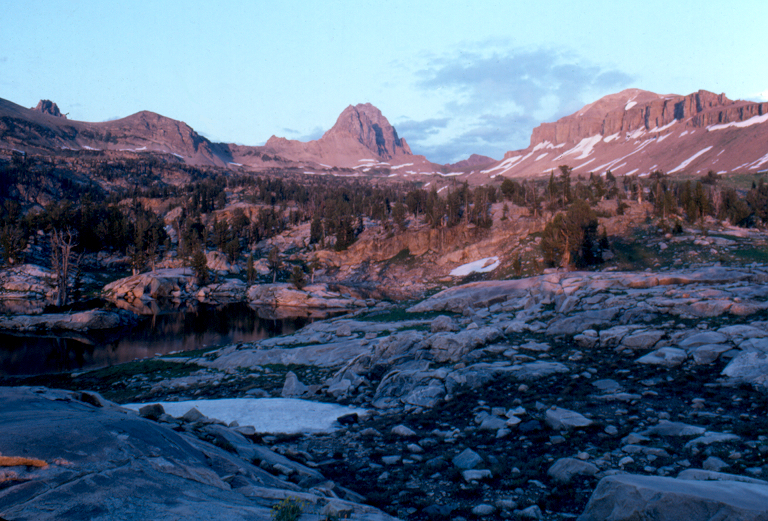
Buck Mountain, gesehen vom Alaska Basin in der Jedediah Smith Wilderness

## Geologie
Wie die anderen hohen Gipfel der Teton Range weiter im Norden bis zum Cascade Canyon ist der Buck Mountain aufgebaut aus einem komplex aufgebauten, feinkörnigen, hellen Granodioriten und grobkörnigem Pegmatiten, die sich vorwiegend aus Biotit und Muskovit zusammensetzen. Der Berg war namensgebend für den Buck Mountain-Fault, einer Aufschiebung an der Westseite der hohen Gipfel der Teton-Range, an der präkambrischer Gneiss und Intrusivgesteine im Osten über jüngere, paläozoische Sedimentgesteine im Westen geschoben werden. Diese Verwerfung beginnt in der Nähe des Mount Moran und erstreckt sich bis zum Buck Mountain, bei dem sie nach Osten abknickt und durch die Südflanke des Berges führt. Sie ist eine Zone variabler Deformation, die Gebiete mit extremer Brekziierung beinhaltet, die durch orange bis gelbe Färbung charakterisiert sind. Unmittelbar westlich des Buck Mountain gibt es innerhalb dieser Störungszone eine einzelne, zusammenhängende Brekzienzone, die 30 bis 90 Meter breit ist.

## Alpinismus

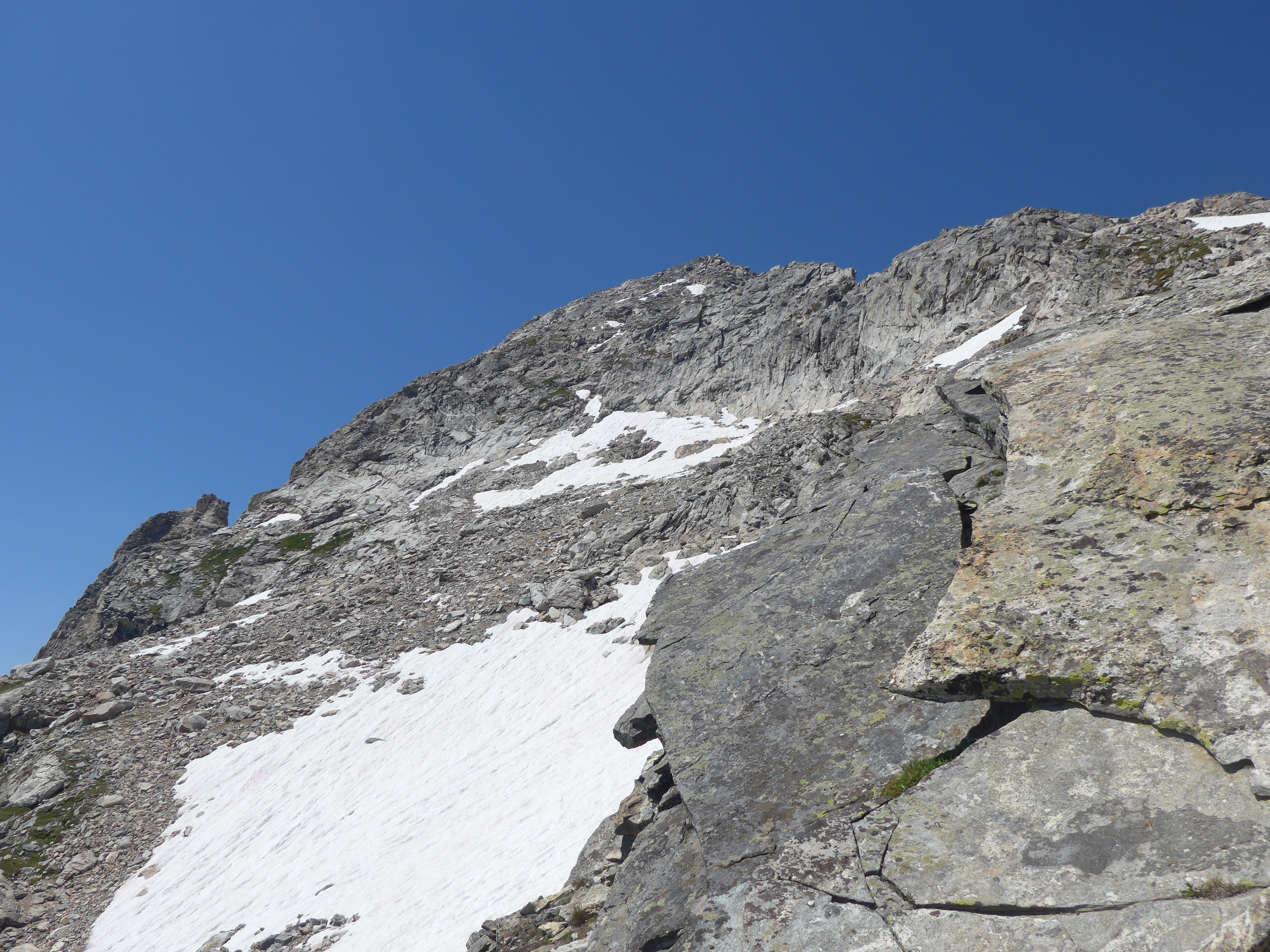
Ostflanke vom Beginn des Ostgrats

Erstmals bestiegen wurde der Hauptgipfel am 21. August 1898 vom Topographen Thomas M. Bannon und seinem Assistenten George A. Buck, zehn Tage nachdem William O. Owen und seiner Gruppe die erste gesicherte Besteigung des Grand Teton gelang. Auf dem Gipfel des Buck Mountain errichteten Bannon und Buck einen Steinmann, der als Triangulationspunkt dienen sollte und "Buck Station" genannt wurde, benannt nach Bannons Assistenten. Bannon und Buck bestiegen den Buck Mountain durch die Ostflanke, dem heutigen Normalweg.
Eine bedeutende Erstbegehung einer neuen Route am Buck Mountain war 1940 die Durchsteigung der Nordwand durch das West Couloir. Paul Petzoldt und Elizabeth Cowles Partridge gelang es, das rechte der beiden markanten, steilen Couloirs der Nordwand zu durchsteigen. Die Schwierigkeit dieser Route wird mit 5.7 im Yosemite Decimal System angegeben. In der Zeit nach dem Zweiten Weltkrieg stieg die Zahl der Kletterer in der Teton Range deutlich an und weitere neue Routen wurden erschlossen, darunter war insbesondere auch die Erstbegehung des Nord-Nordwestgrats im Juli 1954 durch Richard Emerson und Donald Decker. Auch in den 1990er-Jahren wurden weitere Routen durch die Nordwand erstbegangen.
Üblicher Ausgangspunkt für den Nordmalweg ist der Death Canyon Trailhead, der Ausgangspunkt des Wanderwegs durch den Death Canyon. Diesen Wanderweg benutzt man bis kurz vor der dritten Holzbrücke, wenige Meter vor dieser Brücke zweigt nach rechts ein deutlicher Pfad ab. Über diesen Pfad gelangt man durch Wald, über eine Wiese und nach Querung zweier kleiner Bäche in das Tal des Steward Draw. Zunächst führt der Pfad in den linksseitigen Talhängen weiter. Bei einem großen Felsbrocken, an der Stelle, an der der Pfad erstmals das Ufer des Bachs direkt erreicht, überquert man diesen. Der Pfad läuft auf der rechten Bachseite weiter, erklimmt den nordöstlichen Hang des Baches. Zuletzt wieder flacher erreicht man einen Talkessel unterhalb der Steilwand südöstlich des Timberline Lake. Hier führt der Pfad zunächst nördlich durch steiles Blockgelände, später quert man westlich, sobald die Steilheit des Geländes das zulässt und erreicht so die Ostseite des Timberline Lake.
Den steilen Abschnitt der Ostflanke des Buck Mountain umgeht man rechtsseitig auf deutlichem Pfad durch eine Rinne nördlich des Timberline Lake. Bereits nach etwa 50 Höhenmetern oberhalb des Sees, deutlich vor Erreichen des Ostgrats, wendet man sich westlich und traversiert durch die Ostflanke des Berges. Den Gipfel erreicht man über Blöcke, steilen Schutt und Schneefelder, die besonders im Frühsommer die Mitnahme von Steigeisen und Pickel erforderlich machen. Vom Ausgangspunkt benötigt man bis zum Gipfel 6 bis 7 Stunden.
Vom Timberline Lake sind auch andere ostseitige Routen möglich, insbesondere die Route über den sehr exponierten Ostgrat, die deutlich schwieriger als der Weg durch die Ostflanke ist, insbesondere wenn man im oberen Teil nicht in die Ostflanke ausweicht.
Im Frühjahr ist die Route durch die Ostflanke auch eine beliebte Skitour. Die erste Skiabfahrt vom Buck Mountain machte im Mai 1961 Barry Corbet mit zwei Gästen.